# Kalciumacetat
Kalciumacetat, eller ättiksyrad kalk, (CAS-nr 62-54-4) tillverkas i helt ren form som ett vitt kristallinskt pulver, och som har svag doft av ättiksyra, genom neutralisering av ättiksyra med kalciumkarbonat och upprepad omkristallisering.
För tekniskt bruk sker tillverkning i olika kvaliteter genom neutralisation av träättika med kalk, avskiljning av tjära och andra föroreningar samt indunstning och upphettning till ca 125°C.

## Användning
Kalciumacetat används som stabiliseringsmedel, buffrare och komplexbildare, i t.ex. konfektyr- och bageriprodukter. (E-nr 263)
Den mindre rena varan kallas även gråkalk. Den är lättlöslig i vatten och används för tillverkning av ren ättiksyra, aceton och i färgerier.